# Fokkeria
Fokkeria is een geslacht van wantsen uit de familie van de Scutelleridae (Pantserwantsen). Het geslacht werd voor het eerst wetenschappelijk beschreven door Schouteden in 1904.

## Soorten
Het genus bevat de volgende soorten:

- Fokkeria crassa Schouteden, 1904
- Fokkeria producta (Van Duzee, 1904)